# Vendetta (1950)
Vendetta is een Amerikaanse misdaadfilm uit 1950 onder regie van Mel Ferrer.

## Verhaal
Colomba della Rabia is een warmbloedige vrouw in het negentiende-eeuwse Corsica. Ze dwingt haar broer Orso om de dood van haar vader te wreken. Orso heeft een relatie met de stijlvolle Britse Lydia Nevil. Hij twijfelt of hij voor de familie-eer of de liefde moet kiezen.

## Rolverdeling
| Acteur         | Personage                |
| -------------- | ------------------------ |
| Faith Domergue | Colomba della Rabia      |
| George Dolenz  | Orso Antonio della Rabia |
| Donald Buka    | Padrino the Bandit       |
| Joseph Calleia | Guido Barracini          |
| Robert Warwick | Franse prefect           |
| Hugo Haas      | Brando                   |
| Hillary Brooke | Lydia Nevil              |
| Nigel Bruce    | Thomas Nevil             |